# Kay Panabaker
Stephanie Kay Panabaker, (Orange, 2 de maio de 1990) é uma atriz norte-americana e irmã da atriz Danielle Panabaker. Ela ficou muito conhecida por participar do seriado Summerland interpretando a adolescente Nikki Westerly, no qual também atuaram Zac Efron, Jesse McCartney e Lori Loughlin. Kay também ficou conhecida por protagonizar os filmes Moondance Alexander e Read It and Weep.

## Biografia
Kay nasceu em Orange, no Texas e é filha de Donna e Harold Panabaker. Ela começou a atuar em vários teatros comunitários em Chicago Illinois; Filadélfia, Pennsylvania; e Atlanta, Georgia. Sua irmã mais velha, Danielle Panabaker, também é atriz. Em Naperville, Illinois, Kay estudou na Indian Prairie School até a sexta série, e mudou-se para Los Angeles, California no começo da sétima série..
Entre os intervalos de projetos, Kay se foca na educação. Ela  acabou o colégio com 13 anos e recebeu seu certificado com 15. Kay recebeu duas bolsas acadêmicas da Glendale Community College as quais ela aceitou, estudando atuação, e estava na lista do reitor, se formando com mérito. Ela foi aceita na UCLA como  historiadora júnior quando tinha 15 anos e seu formou em BA em Historia antes de completar 18.
Kay foi inspirada por sua professora da escola que fez com que o aprendizado fosse contagiante, e ela quis fazer o mesmo por outros, torcendo para ajudar crianças da 4ª e 5ª series em seu estudos quando saísse do colégio.

## Carreira
Panabaker fez participações especiais em muitas séries de TV - interpretou "Alice Brand" em 7th Heaven; "Melissa Rue" em ER; "Ellisha" em Medium; "Lindsey Willows" em CSI: Crime Scene Investigation; e muitas outras. Em filmes, ela apareceu em Dead Heat como "Sam LaRoche"; e emprestou sua voz para vários personagens menores no filme da Disney, Monstros S.A.. Seu maior papel iniciante veio quando ela se juntou ao elenco de Summerland como "Nikki Westerly", em 2004. Também apareceu como "George" em Nancy Drew com Emma Roberts e Amy Bruckner.
Panabaker teve um papel recorrente em Phil do Futuro como Debbie Berwick. Apareceu em Cãofusões como "Emily Watson" com Kyle Massey e Mitchel Musso. Em Julho de 2006, ela protagonizou Read It and Weep (baseado no livro  How My Private Personal Journal Became a Bestseller), no qual sua irmã Danielle Panabaker também participa. Ainda no mesmo ano, Kay participou do primeiro Disney Channel Games, na Equipe Vermelha, com Zac Efron, Anneliese van der Pol, Moises Arias, Dylan Sprouse, e Shin Koyamada. Seus filmes mais recentes são Custody, Happy Campers e Fame.

## Filmografia

### Filmes
| Ano  | Título do Filme                                 | Título em Português                                   | Personagem          | Notas                                            |
| 2001 | Monsters, Inc.                                  | Monstros S.A.                                         | Boo                 | Voz adicional                                    |
| 2002 | Dead Heat                                       |                                                       | Sam LaRoche         |                                                  |
| 2005 | Life Is Ruff                                    | Cãofusões                                             | Emily Watson        | Protagonista junto á Kyle Massey e Mitchel Musso |
| 2006 | Read It and Weep                                | Diário de uma Adolescente                             | Jamie Bartlett      | Protagonista                                     |
| 2007 | Nancy Drew                                      | Nancy Drew e o Mistério de Hoollywood                 | Geórgia             | Papel Recorrente em Filme                        |
| 2007 | Moondance Alexander                             | Moondance Alexander: Superando os Limites             | Moondance Alexander | Protagonista                                     |
| 2007 | A Modern Twain Story: The Prince and the Pauper | Uma Moderna História de Twain: O Príncipe e o Mendigo | Elizabeth           | Protagonista junto aos Gêmeos Sprouse.           |
| 2007 | Custody                                         | A Verdadeira Família                                  | Amanda Gordon       | Protagonista                                     |
| 2008 | Happy Campers                                   |                                                       | Dylan               | Protagonista                                     |
| 2009 | Fame                                            | Fama                                                  | Jenny               | Protagonista                                     |
| 2011 | Cyberbully                                      | Cyberbully                                            | Samantha Caldone    | Protagonista junto a Emily Osment                |
| 2012 | Little Birds                                    | Little Birds                                          | Alison              | Protagonista junto a Juno Temple                 |

### Televisão
| Ano       | Serie                          | Personagem                        | Notas              |
| --------- | ------------------------------ | --------------------------------- | ------------------ |
| 2002      | Port Charles                   | Sara                              | Atriz convidada    |
| 2002      | The Jamie Kennedy Experiment   | Kelly                             | Atriz convidada    |
| 2002      | Angel                          | Mesekthet                         | Papel recorrente   |
| 2002      | 7th Heaven                     | Alice Brand                       | Atriz convidada    |
| 2002      | ER                             | Melissa Rue                       | Atriz convidada    |
| 2003      | The Division                   | Susie Jenkins                     | Atriz convidada    |
| 2003      | The Brothers García            | Carrie Bauer                      | Papel recorrente   |
| 2004/2006 | Summerland                     | Nikki Westerly                    | Elenco principal   |
| 2004      | Phil of the Future             | Deborah Hortence "Debbie" Berwick | Papel Recorrente   |
| 2005      | Medium                         | Ellisha                           | Atriz convidada    |
| 2006      | CSI: Crime Scene Investigation | Lindsey Willows                   | Papel recorrente   |
| 2006      | American Dragon: Jake Long     | Tracey                            | Voz convidada      |
| 2006      | Disney Channel Games 2006      | Ela mesma                         |                    |
| 2007      | Two and a Half Men             | Sophie                            | Atriz convidada    |
| 2007      | The Winner                     | Viveca                            | Atriz convidada    |
| 2007      | The Suite Life of Zack & Cody  | Amber                             | Atriz convidada    |
| 2007      | Weeds                          | Amelia                            | Atriz convidada    |
| 2007      | Boston Legal                   | Abby Holt                         | Atriz convidada    |
| 2007      | Ghost Whisperer                | Marlo Sinclair                    | Atriz convidada    |
| 2008      | Being Bailey                   | Bailey                            | Piloto não-exibido |
| 2008      | Zip                            | Ellie                             | Piloto não-exibido |
| 2008      | Grey's Anatomy                 | Emma Andersen                     | Atriz convidada    |
| 2009      | Lie To Me                      | Alexa Dexman                      | Episódio Piloto    |
| 2009      | Mental                         | Ashley Snoof                      | Atriz convidada    |
| 2010      | No Ordinary Family             | Daphne Powell                     | Elenco Principal   |

## Prêmios
| Ano  | Prêmio                                      | Categoria                                                                      | Resultado | Papel                                      |
| ---- | ------------------------------------------- | ------------------------------------------------------------------------------ | --------- | ------------------------------------------ |
| 2003 | Young Artist Award                          | Melhor Performance em série de drama - Atriz juvenil em participação especial  | Nomeada   | Melissa Rue em ER                          |
| 2004 | Young Artist Award                          | Melhor performance em comercial                                                | Nomeada   | Propaganda anti-fumo                       |
| 2005 | Young Artist Award                          | Melhor performance em série de TV - Atriz juvenil recorrente                   | Nomeada   | Debbie Berwick em Phil of the Future       |
| 2005 | Young Artist Award                          | Melhor performance em série de TV (Comedia ou Drama) - Atriz juvenil principal | Ganhadora | Nikki Westerly em Summerland               |
| 2007 | Temecula Valley International Film Festival | Melhor Performance como Atriz Adolescente                                      | Ganhadora | Jamie Bartlett em Read It and Weep         |
| 2007 | Young Artists Awards                        | Ator/Atriz sobressalente em filme notável                                      | Ganhadora | Moondance Alexander em Moondance Alexander |
| 2008 | Dixie Festival Movies                       | Melhor performance em filme - Atriz juvenil protagonista                       | Nomeada   | Moondance Alexander em Moondance Alexander |
| 2008 | Young Artist Award                          | Melhor performance em filme notável - Traje de elenco juvenil                  | Nomeada   | George em Nancy Drew                       |

## Discografia
Life Is Ruff Original Soundtrack
- Ano: 2005
- Músicas:
  - Let´s Go, Ruff
  - Future! (dueto com sua irmã, Danielle Panabaker).
  - Let´s Go, Ruff - Nova Versão

No Ordinary Girl de Jordan Pruitt
- Ano: 2006
- Músicas:
  - Outside Looking In
- Música usada para promover o filme Read It and Weep